# VARTA
VARTA AG (akronym z Vertrieb, Aufladung, Reparatur Transportabler Akkumulatoren; Distribuce, nabíjení, oprava přenosných akumulátorů) je firma založená v Německu vyrábějící elektrické (galvanické) články a baterie pro světový automobilový, průmyslový a spotřební trh. VARTA AG se skládá ze tří dceřiných společností Varta Microbattery, Varta Consumers Batteries GmbH & Co. KGaA a Varta Storage GmbH. Od roku 2011 je hlavním akcionářem švýcarský koncern Montana Tech Components s podílem 50 % akcií. Prodejní heslo firmy v polovině devadesátých let znělo „You're smarter to fit Varta!“.

## Historie

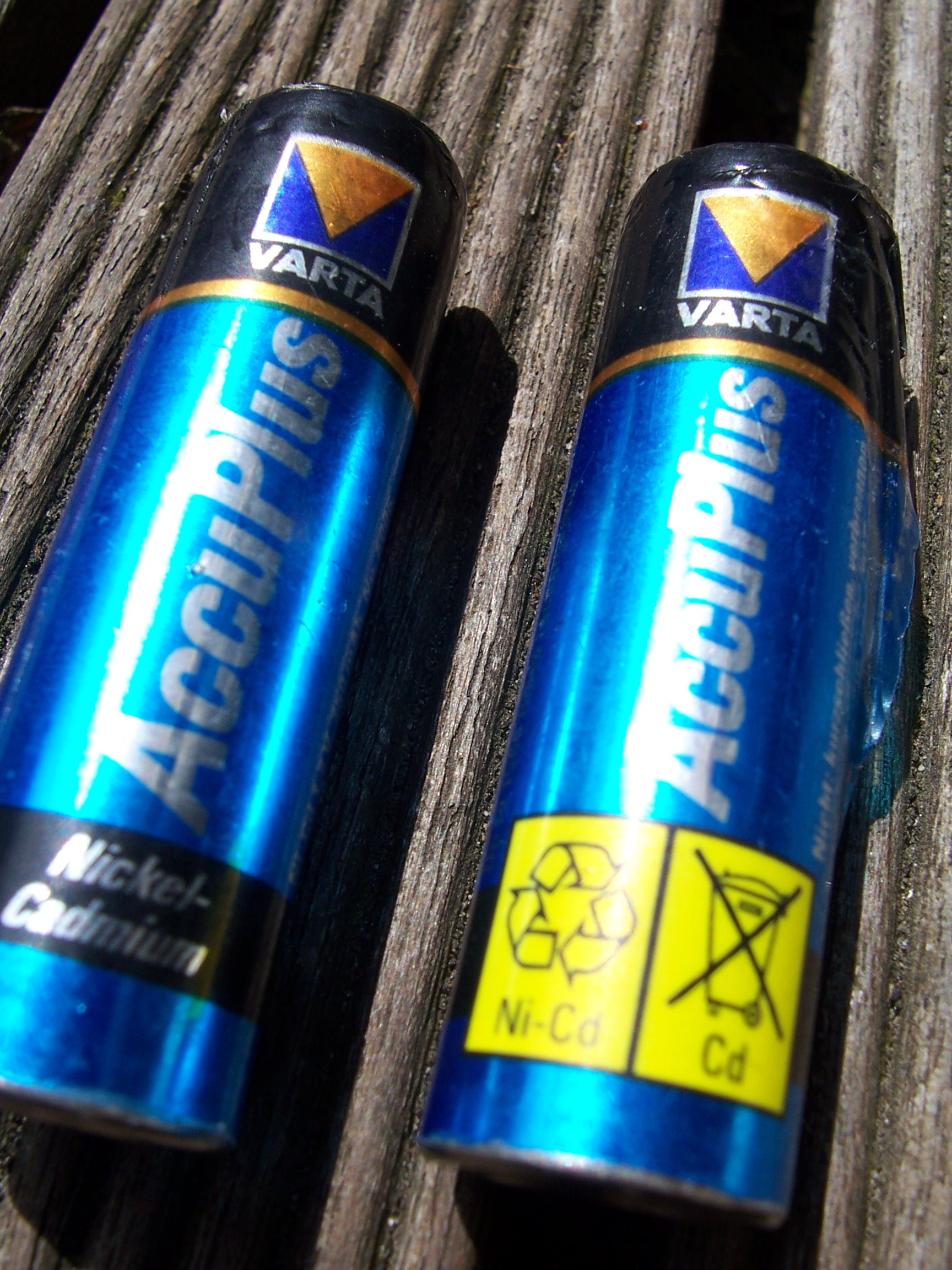
AA (tzv. tužkové) články VARTA

Počátek společnosti VARTA AG je spojen s továrnou na akumulátory Tudor'schen Systems Büsche & Müller oHG, kterou 27. prosince 1887 založil Adolph Müller v Hagenu v Severním Porýní-Vestfálsku. V té době rozpoznal velký obchodní potenciál prodeje akumulátorů. Kromě Paula Büscheho se jako tichý společník zapojilo několik podnikatelů a bankéřů z Hagenu. V roce 1888 společnost zahájila průmyslovou výrobu stacionárních olověných akumulátorů navržených Henri Owenem Tudorem, inženýrem z Lucemburska. Kapitálový podíl od Paula Büscheho převzal inženýr Paul Einbeck. Proto se společnost 1. ledna 1889 přejmenovala na Accumulator-Fabrik Tudor'schen Systems Müller & Einbeck oHG.
Aby předešel konkurenčnímu boji ze stran společností Siemens a AEG, které v té době také vyráběly olověné baterie, snažil se Adolph Müller s nimi spolupracovat. Po uzavření smlouvy byla společnost 1. ledna 1890 začleněna do Accumulator-Fabrik Aktiengesellschaft (AFA) s kapitálovou účástí výše uvedených společností a za přispění Deutsche Bank. AFA byla účastníkem berlínské burzy od roku 1894. V roce 1897 přesunula své sídlo do Berlína.
V roce 1904 získala společnost Watt Accumulator-Werke AG, která vyráběla přenosné akumulátory ve svém závodě v Berlíně. Ty se používaly pro světelné baterie, telegrafy a signalizační zařízení. Závod se stal druhým nejvýznamnějším podnikem skupiny a obchodní společnost VARTA (distribuce, nabíjení a opravy přenosných akumulátorů) se stala světově proslulou.
Po první světové válce firmu AFA získal Günther Quandt a obchodní aktivity VARTY tak začaly rychle expandovat. Během druhé světové války byla firma důležitým výrobcem baterií a akumulátorů pro Wehrmacht, ponorky a Luftwaffe. Během této doby byli dělníky v továrnách AFA nuceně nasazení (především ze slovanských zemí), kteří pracovali v nelidských podmínkách.
Po válce přešla většina podílu Günthera Quandta ve společnosti VARTA na syna Herberta Quandta. 
Protože se obchodní značka VARTA v desetiletích po druhé světové válce více prosazovala jako značka a koncept kvality, rozhodla valná hromada akciové skupiny v roce 1962 o přejmenování AFA na VARTA Aktiengesellschaft. V roce 1965 se sídlo společnosti přestěhovalo z Hagenu do Frankfurtu nad Mohanem.
V roce 1977 Herbert Quandt obchodní aktivity firmy VARTA AG rozdělil. Baterie a nakládání s plasty zůstaly pod VARTA AG, ale podnikání ve farmaceutické a speciální chemické oblasti bylo přeneseno do nové veřejné firmy Altana a elektrický byznys byl převeden do firmy CEAG. Quandtovy podíly ve VARTA AG připadly jeho třem dětem z druhého manželství, přičemž jeho další dvě děti ze třetího manželství dostaly podíl v Altaně a CEAG (a podstatný podíl v BMW).
V roce 2006 prodala VARTA AG všechny své operační divize a Quandtovi prodali své podíly. VARTA AG následně zahájila likvidaci svých zbývajících aktiv, smlouv, právních závazků a akcií. Přesto obchodní aktivity značky VARTA pokračují, leč jinde a v jiných rukách:
- Aktivity na poli spotřebních baterií byly prodány v roce 2002 firmě Rayovac (nyní zvané Spectrum Brands).
- Divize automobilových baterií byla v roce 2002 prodána firmě Johnson Controls.
- V roce 2006 koupily rakouské firmy V. E. Beteiligungs GmbH a Buy-Out Beteiligungs-Invest AG divizi malých průmyslových baterií.

V roce 2023 byla hlavním akcionářem společnosti VARTA AG švýcarská průmyslová skupina Montana Tech Components.
Výrobní závod v Hannoveru patří od roku 2019 společnosti Clarios Varta Hannover GmbH a vyrábí autobaterie pro osobní a nákladní automobily.
Varta AG vyrobila v roce 2022 přibližně 3 miliardy bateriových článků ve svých výrobních závodech v Ellwangenu, Nördlingen, Dischingenu a také v Rumunsku a Indonésii a je předním výrobcem baterií pro domácnost v Evropě.